# Мара Петровић
Мара Петровић била је једна од српских хероина у балканским и Првом светском рату, која је у српској војсци своју ратничку каријеру започела у четничком одреду Дринске дивизије под командом војводе Војислава Танкосића, а завршила тешким рањавањем и губитком ноге у Великом рату. За заслуге у ратовима награђена је са дванаест одликовања, колико је задобила и рана. По броју одликовања преузела је пиједестал од легендарне Милунке Савић.

## Живот и каријера
Након што је прерано остала без једног родитеља, и мајчине подршке, Мара се нашла у окружењу мушкараца који су и од ње очекивали да се заједно са њима подједнако ради на тежим пословима на њиви, али и на женским пословима у кући. 
Одласком мушких чланова породице у четничке редове, Мара се суочила са новим искушењима, након што је остала сама и без подршке осталих укућана. Живот у оваквим условима утицао је на то да убрзо донесе одлуку и придружи се оцу и брату, у герилском начину живота. Иако њено прилагођавање на  војничко устројство није ишло без потешкоћа, временом је Мара савладала сва искушења и препреке јаком вољом и упорношћу.

### Учешће у ослободилачим ратовима 1912. до 1918.
Први балкански рат
У војничким редовима затекло је избијање Првог балканског рата, у коме је била распоређена у четнички одред Дринске дивизије под командом легендарног војводе Војислава Танкосића.
У борби код Младог Нагоричана, октобра 1912. године, Мара је имала ватрено крштење. У чувеном оружаном окршају код Куманова (који је дефинитивно одредио ток и резултате Првог балканског рата у српску корист) учествовао је и Марин брат, који је изгубио живот. 

Ненадокнадив губитак брата побудио је у Мари жељу за осветом, која је натерала да узме учешће у свим ослободилачким ратовима које је водила Србија од 1912. до 1918. године. 
Други балкански рат

Као у Првом и у Другом балканском рату Мара је била актер у великом броју борби, овога пута вођених са Бугарима......на Бат планини, Говедарнику, Овчем Пољу, Кратову и Страцину, у којима је у једној њиха, како сама каже...
Велики рат

У Великом рату Мара је била задужена за чување војног објекта. Када се указала потреба да неко од бораца преплива Дрину и извиди непријатељски положај, у друштву двојице војника нашла се и Мара. 
Ратујући на Гучеву задобила је седам рана. Након рањавања завршила је у Војној болници у Нишу, где је остала све до оздрављења. Одмах по оздрављењу поново је обукла војничку униформу, и  Са Моравском дивизијом 1915. године кренула у Албанску голготу, након које је доспела у Грчку у којој је до отварања Македонског фронта стекла подофицирски чин.
Након отварањем Солунског фронта учествовала је у бројним борбама, и заслужила официрски чин (у то време ретко признање за жену). 
Један од задатака које је успешно обавила на овом фронту био је  да испита противничку армију, њено бројно, оружано и морално стање, у својству жене у народној ношњи, због мање сумњивости. Задатак је успешно обавила.  
По други пут у Великом рату Мара је рањена на Солунском фронту. Пребачена је у болницу у Водени, а потом бродом у Бизерту. У солунској болници су јој 1917. године ампутирали ногу и тако јој, одредили даљу судбину и живот, заборављене хероине с почетка 20. века.

## Признања
За беспримерну храброст и неизмерне услуге учињене српству, резервни потпоручник Мара Петровић награђена је са дванаест одликовања, колико је укупно задобила и рана.